# Мацелик Михайло Михайлович
Михайло Михайлович Мацелик
Народився 25 листопада 2000 року в Ірпені. Навчався в місцевих закладах
освіти — школі № 17, НВО «Освіта» та Ірпінському коледжі економіки та
права.
Продовжив освіту на факультеті податкової справи, обліку та аудиту
Державного податкового університету. У 2024 році отримав диплом
магістра із спеціальності 071 «Облік і оподаткування» за освітньою
програмою «Управлінський облік та бізнес-аналітика». Заочно закінчив з
відзнакою магістратуру в ННІ права ДПУ, здобувши кваліфікацію учитель
історії та правознавства.
Працював в Ірпінському фаховому коледжі економіки та права викладачем
захисту України.
На початку повномасштабного вторгнення рф в Україну, у квітні 2022 року, долучився до місцевої тероборони.
З 28.02. 2024 проходив службу у в/ч 3018 Північного оперативно-
територіального об'єднання Національної гвардії України як командир 3
танкового взводу 3 танкової роти танкового батальйону.
З 25.09 2024 брав участь у заходах для забезпечення оборони України в с.
Макіївка Бахмутського р-ну Донецької області.
Загинув внаслідок масованого гарматного обстрілу в зоні військових дій у
населеному пункті Макіївка Святівського р-ну Луганської області 29.09.2024.
Похований в Ірпені на Алеї Слави.
| Емблема Збройних сил України | Це незавершена стаття про військового чи військову Збройних сил України. Ви можете допомогти проєкту, виправивши або дописавши її. |

1. ↑  Денисович, Шерчан Данило. Державний податковий університет. Державний податковий університет (укр.). Процитовано 7 лютого 2025.
2. ↑  Рибальська, Анна (1 жовтня 2024). На фронті загинув викладач Ірпінського фахового коледжу економіки та права. Суспільне | Новини (укр.). Процитовано 7 лютого 2025.
3. ↑  partisan, Redactor (30 вересня 2024). На війні загинув викладач Ірпінського фахового коледжу економіки та права Михайло Мацелик. PARTISAN (укр.). Процитовано 7 лютого 2025.
4. ↑  Цензор.НЕТ. У бою за Україну загинув викладач Ірпінського фахового коледжу економіки та права Михайло Мацелик. Цензор.НЕТ (укр.). Процитовано 7 лютого 2025.